# ProDOS
ProDOS是指Apple II系列個人電腦的兩個作業系統的名稱。 最初以ProDOS為名上市，在1.2版中更名為ProDOS 8，是所有8位Apple II系列個人電腦可以使用的最後一個官方操作系統，並且從1983年販賣到1993年。另一個ProDOS稱為ProDOS 16，它就沒這風光了， 兩年內被GS / OS取代。
ProDOS是專業磁片操作系統意思，它於1983年1月發布後10個月成為Apple II系列計算機上最受歡迎的操作系統。
1. ↑  . 數位時代.   [2022-03-08]. （原始内容存档于2021-06-19） （中文（臺灣））.
2. ↑  自由時報電子報. . 自由時報電子報. 2016-09-23  [2022-03-08].